# 문방구

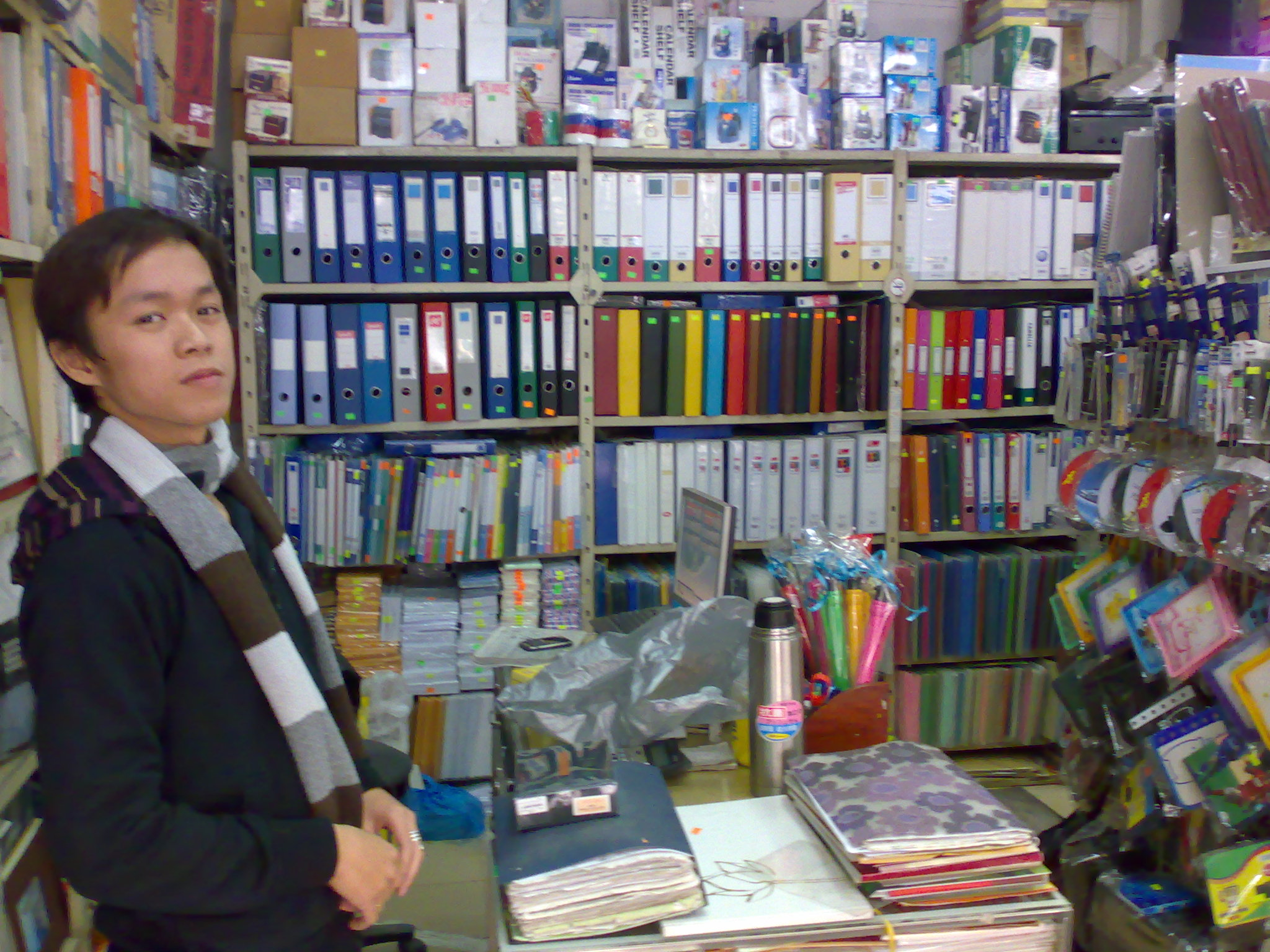
하노이의 문구점 (안)

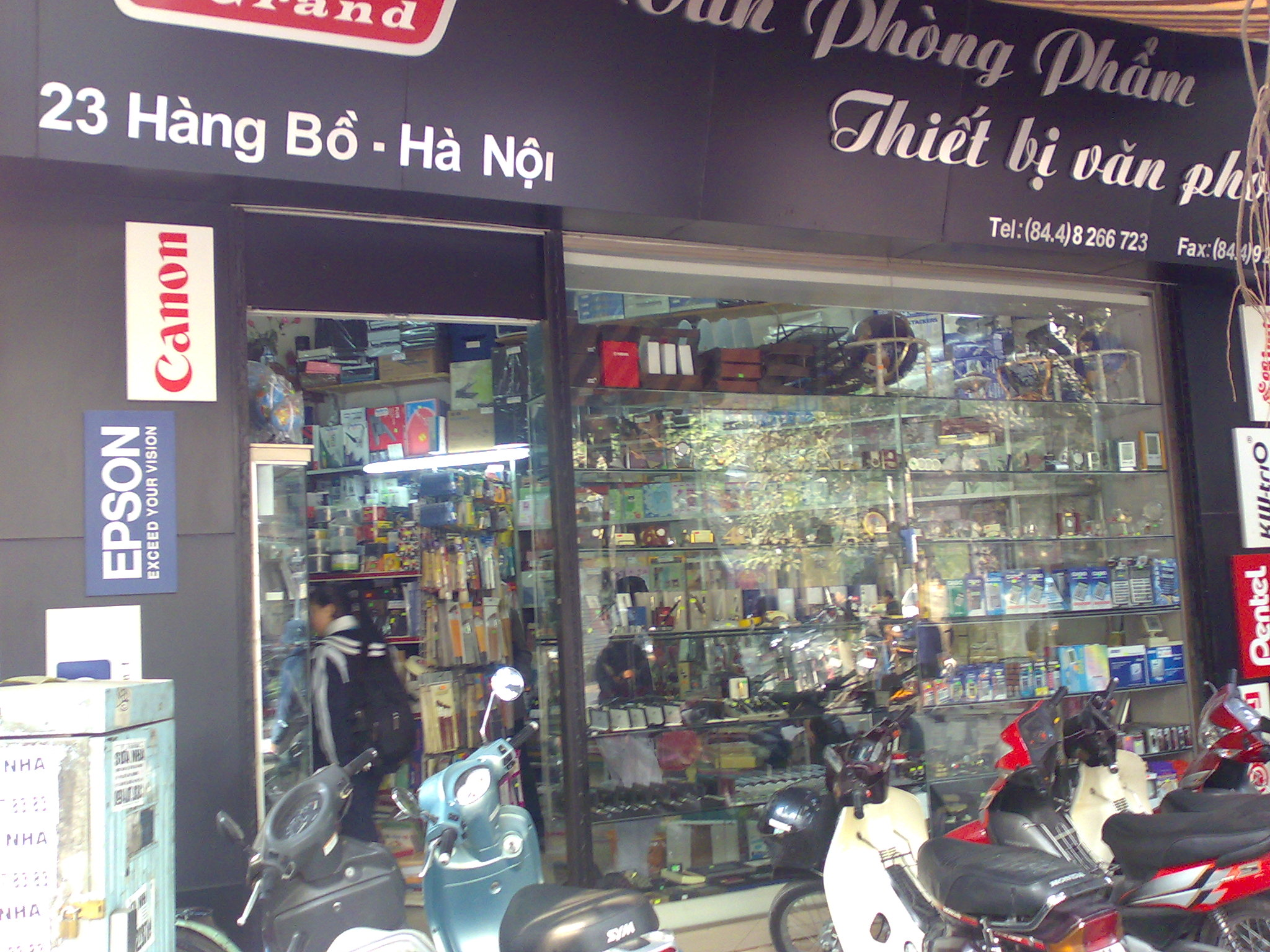
하노이의 문구점 (밖)

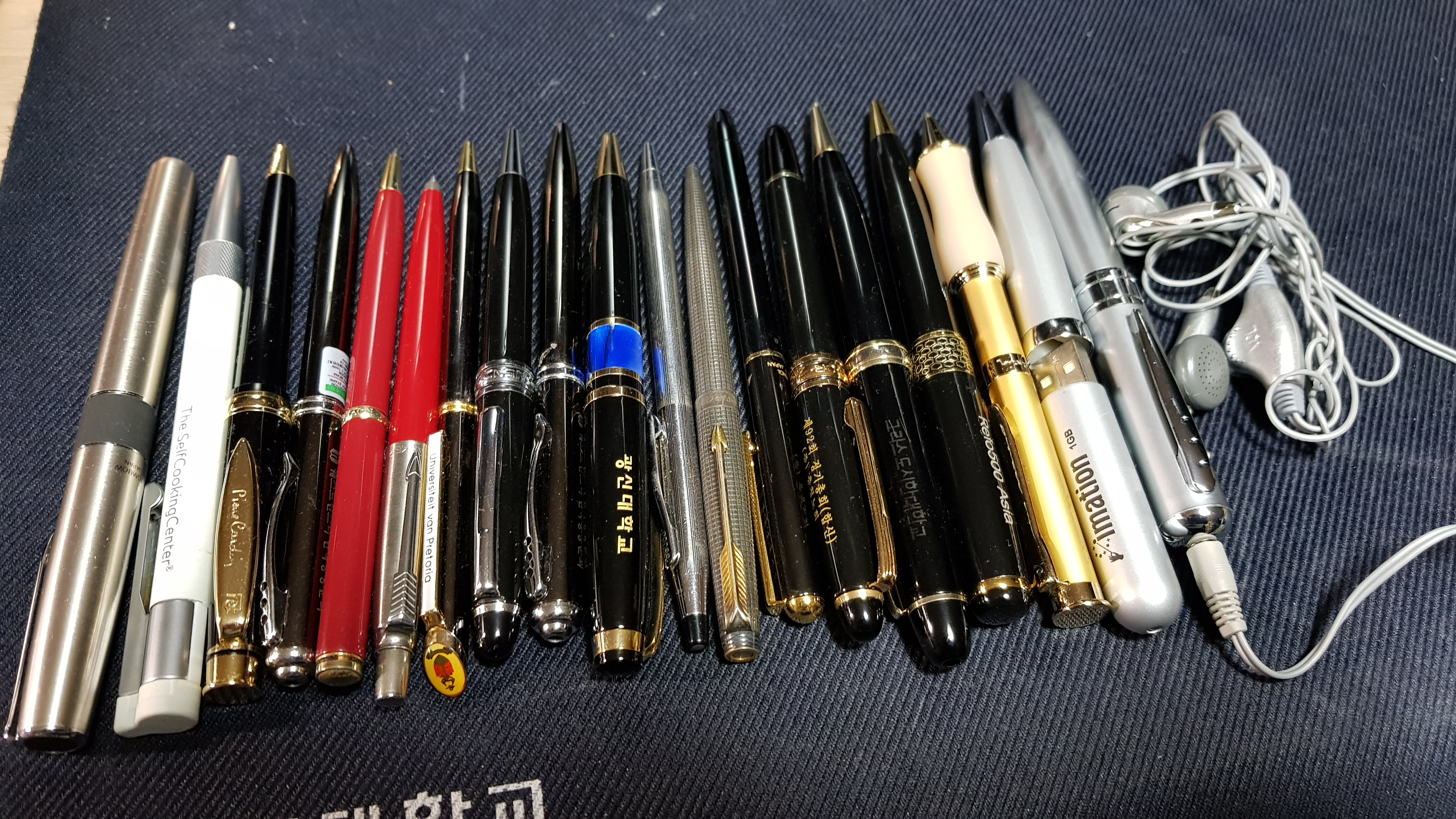
문구점에서 판매하는 볼펜들

문방구(文房具)는 서재에 갖춰야만 될 조도품을 말한다. 특히 붓·먹·벼루·종이는 '문방사우(文房四寶)'라고 하여 서도에는 빠뜨릴 수 없는 것이다. 이 밖에 수적, 필가, 연상, 문상, 문진, 필통, 묵대, 받침 등이 있다.
- 붓: 은허에서 출토된 백색 도편에 묵서의 문자가 있고, 이미 3500년 전에 모필다운 것이 있었다. 현존하는 가장 오래된 유품은 중국에서는 장사에서 출토된 붓(기원전 3세기)이 있다. 붓에는 양, 이리, 족제비, 말, 고양이 들의 털이 쓰인다. 모질에 의하여 유모·강모·겸호가 있으며, 그 형태에 따라 장봉·중봉·단봉·작두필·면상필·유엽필의 이름이 있다. 또한 털을 풀로 굳히지 않는 풀어진 붓도 있다.
- 먹: 한문으로는 묵이라 한다. 송지를 태운 그을음을 아교 용액으로 다져서 굳힌 것이다. 일반적으로 소·사슴의 아교를 사용하는데 점착력이 강하여 딱딱하다. 당묵은 동갈민어의 아교를 쓰므로 점착력이 약해 무르다. 흑색 외에 파랑·주홍빛 다색의 먹도 있다. 중국의 고묵은 매우 비싸고 명의 정군방제가 유명하다.
- 벼루(硯): 묵색을 발하는 좋은 벼루는 예부터 문인 사이에서 애완 진중되었다. 단계연·음주연·조하록석이 최상품으로 알려져 있다.
- 종이(紙): 닥나무나 삼아의 수피를 원료로 한다. 후한의 채륜이 수피·삼·옷·어망 등을 사용하여 만들었다고 전해지는데, 각 시대의 제지기술이나 용도에 의하여 다양한 종이가 만들어졌고 현재 일반적으로는 반지·아선지가 사용되며 수옥지·안피지·서봉지·마지 등은 고급 서화용으로서 진중된다.
- 표구(表具): 작품의 형식이기도 하다. 종이·비단·세면등에 쓰인 서화는 보존하기 위하여 안감이 대어지고(얇고 질긴 종이를 밀착), 감상용으로 여러 가지 형식으로 만들어진다. 진표구·명조표구·대표구 따위의 형이 있으며, 서화의 내용·용도에 따라 다음과 같은 형식으로 표장된다. 족자·두루마리·책·액자·병풍·횡피 등이 있다.

## 같이 보기
- 서예
- 문방사우